# Wauconda, Illinois
Wauconda är en ort (village) i Lake County, i delstaten Illinois, USA. Enligt United States Census Bureau har orten en folkmängd på 13 656 invånare (2011) och en landarea på 13,1 km².